# Gene Littles
Gene Littles, właściwie Eugene Scape Littles (ur. 29 czerwca 1943 w Waszyngtonie, zm. 9 września 2021) – amerykański koszykarz, występujący na pozycji rozgrywającego, po zakończeniu kariery zawodniczej trener koszykarski.

## Osiągnięcia
Na podstawie, o ile nie zaznaczono inaczej.

### Zawodnicze
NAIA
- Mistrz turnieju konferencji Carolinas (1969)
- Zaliczony do I składu NAIA All-American (1969)
- Drużyna High Point Panthers zastrzegła należący do niego numer 14
- Lider strzelców wszech czasów High Point Panthers w liczbie zdobytych punktów (2398)

ABA
- Mistrz ABA (1975)[4]

Inne
- Zaliczony do Galerii Sław Sportu:
  - Guilford County
  - Galerii Sław Sportu Karoliny Północnej (2015)[5]

### Trenerskie
- Mistrz turnieju konferencji Mid-Eastern Athletic (MEAC – 1978, 1979)